# Hadas (canción)
«Hadas» es una canción interpretada por el grupo femenil mexicano Flans, extraído de su séptimo  álbum de estudio del mismo nombre (1999). Este fue lanzado como el sencillo principal del disco en el mes de septiembre de 1989 por la discográfica Universal Music.
La canción es incluida del álbum IIM del año 2002, es compuesta por los autores Mariano Pérez, Carlos Gómez y José Antonio García Morato. La voz principal de la canción es interpretada por Ilse, a coros con Mimi e Ivonne.
El tema fue nuevamente interpretado y versionado por las integrantes de Flans —Ilse, Ivonne y Mimí— durante su gira Tour Flans Primera fila e incluida en el álbum en vivo Primera fila: Flans de 2014, álbum por el cual el grupo musical obtienen disco de oro, y disco de platino por altas ventas en México.También formó parte del Tour Inesperado junto con el grupo femenil Pandora en 2022.